# Baños de lodo de San Pedro del Pinatar
Los baños de lodo de San Pedro del Pinatar consisten en unas charcas embarradas empleadas para la fangoterapia dentro del parque regional de las Salinas y Arenales en la Región de Murcia (España). Son un destino turístico de salud en el entorno del Mar Menor, que junto a la salinera donde se encuentra, propició la formación del lodo.

## Características
Las condiciones orográficas y climatológicas del extremo norte del Mar Menor —muchas horas de sol anuales, las aguas templadas y la salinidad— propiciaron la acumulación de lodo con «propiedades terapéuticas». Los sedimentos de estas charcas presentan un porcentaje elevado de cationes, calcio, magnesio, potasio, flúor, y, de igual forma, aniones, cloruro y sulfato, en una presencia superior a la normal en aguas con tal salinidad. La granulometría del área indica una cantidad alta de arenas finas como limos y arcillas, responsables de las «propiedades medicinales» del fango.

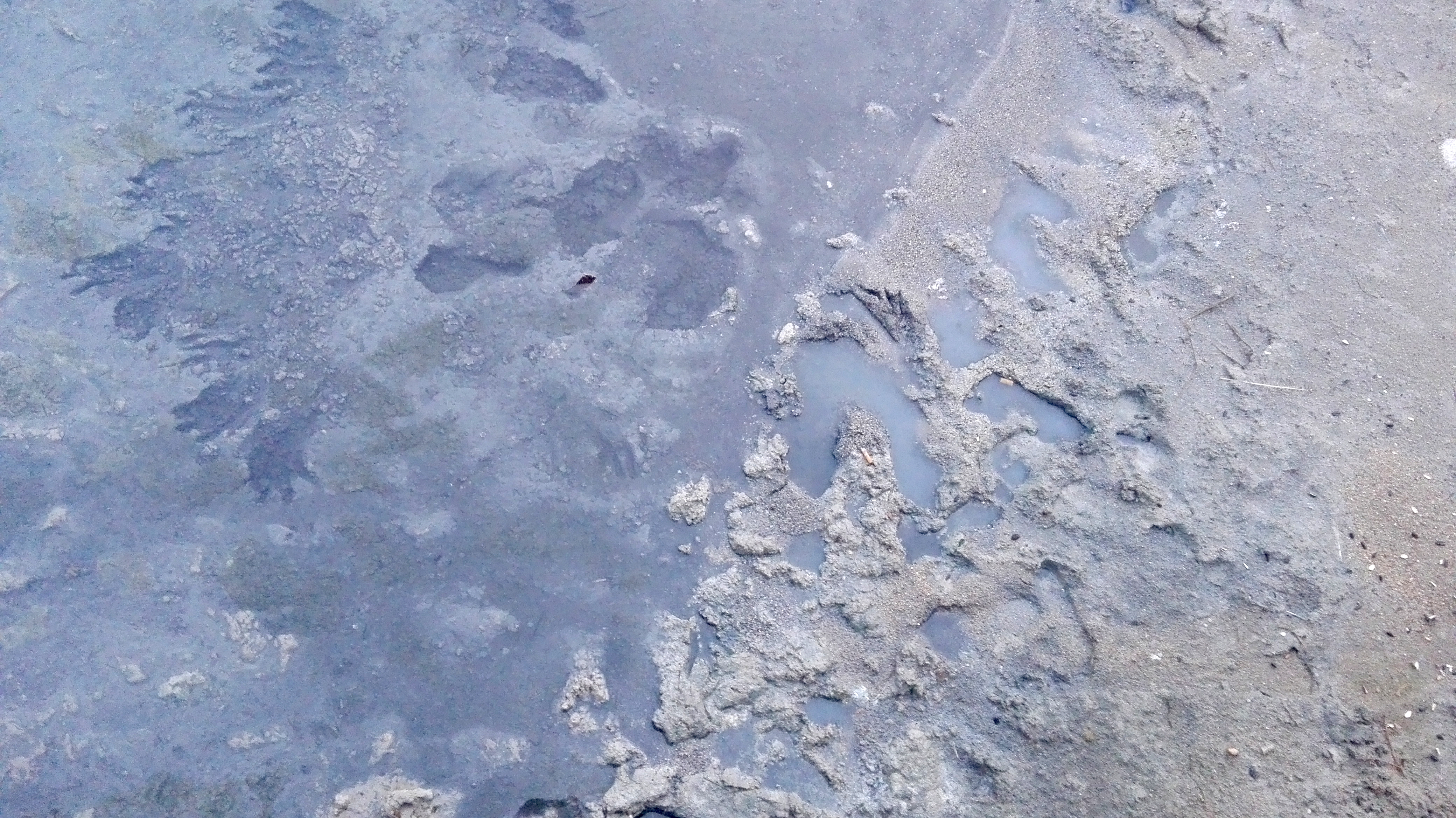
Muestra de lodo de los baños de San Pedro del Pinatar.

Este tipo de fango se caracteriza por su capacidad de absorción, su acción mineralizante, neutralizar la acidez y estimular la cicatrización. Su uso es común en enfermedades cutáneas, como abscesos o úlceras, aunque debe tenerse en cuenta que la fangoterapia está listada como pseudoterapia por el Ministerio de Sanidad de España. Al aplicar una capa de lodo sobre la piel, «absorbe las toxinas del sistema periférico del tejido conjuntivo y elimina tóxicos linfáticos de la dermis». Al ser un conductor del calor, también se emplea como antiinflamatorio, para patologías como reumatismo, artritis o para la rehabilitación tras una fractura ósea.

## Turismo

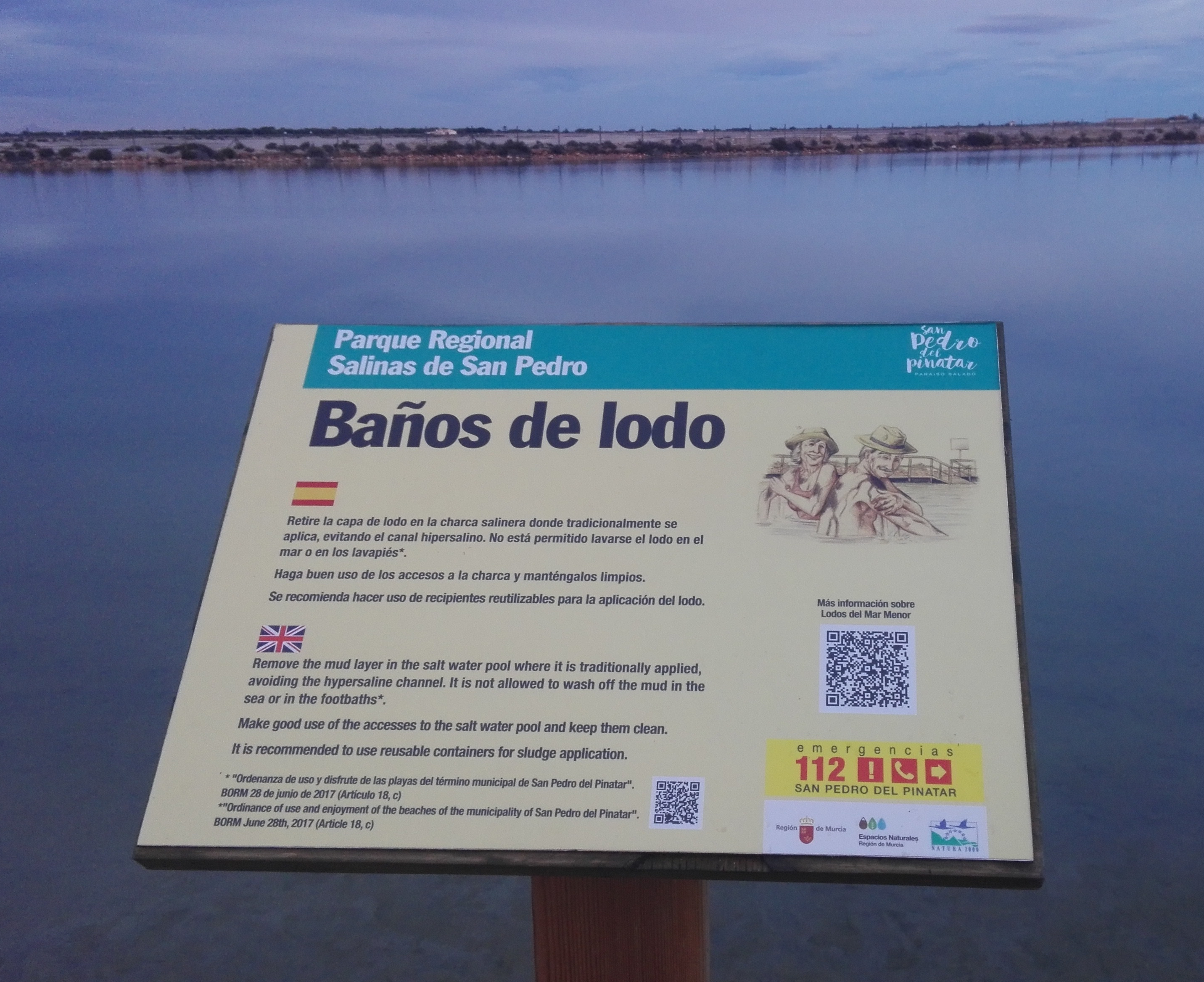
Un cartel explicativo en castellano e inglés.

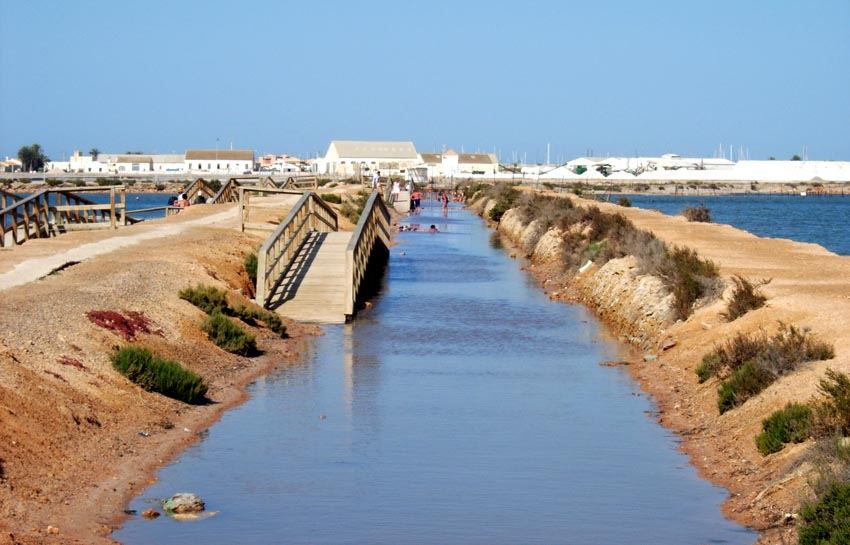
Bañistas en las charcas de lodo.

Se ha desarrollado el turismo de salud alrededor de los baños de lodo, que complementa a la zona de destino costero donde se enmarca, ya que se encuentra junto a la playa de La Mota. Como reclamo turístico, los baños de San Pedro del Pinatar constituyen las charcas más grandes de lodoterapia al aire libre de Europa, y en torno a estas se han establecido centros privados que practican talasoterapia. De acuerdo a cifras de entre 2007 y 2009, el 3 % de los visitantes al parque regional de las salinas preguntaron en el centro de información acerca de este tipo de prácticas o de las propiedades del lodo.